# Dave Prince
Dave Prince (eigentlich David Prince; * 20. September 1941) ist ein ehemaliger australischer Hürdenläufer, der sowohl auf der 110-Meter- wie auch auf der 400-Meter-Distanz startete.
Bei den British Empire and Commonwealth Games 1962 in Perth gewann er Silber über 120 Yards Hürden und schied über 440 Yards Hürden im Vorlauf aus. Vier Jahre später wurde er bei den British Empire and Commonwealth Games 1966 in Kingston über 120 Yards Hürden Achter und scheiterte über 440 Yards Hürden erneut in der ersten Runde.
Viermal wurde er Australischer Meister über 120 Yards Hürden (1961–1964) und dreimal über 220 Yards Hürden (1961–1963). Seine persönliche Bestzeit über 120 Yards Hürden von 14,38 s stellte er am 29. November 1962 in Perth auf (handgestoppt: 14,1 s, 12. Juli 1966, Melbourne).